# Trogon massena
Trogon massena е вид птица от семейство Трогонови (Trogonidae).

## Разпространение
Видът е разпространен в Белиз, Гватемала, Еквадор, Колумбия, Коста Рика, Мексико, Никарагуа, Панама и Хондурас.